# Richard Loo
Richard Loo (Maui, 1º ottobre 1903 – Los Angeles, 20 novembre 1983) è stato un attore statunitense di origini cinesi.
Fra i più noti caratteristi di lineamenti asiatici negli Stati Uniti fra gli anni 1930 e 1940, fu un interprete assai prolifico, con oltre 120 film all'attivo tra il 1931 ed il 1982.

## Biografia

### La carriera
Richard Loo rappresentò spesso lo stereotipo del pilota nemico giapponese, della spia o dell'ufficiale che conduceva gli interrogatori, durante la seconda guerra mondiale. Cinese di origini, nacque nelle isole Hawaii, ove trascorse la sua adolescenza, per poi trasferirsi in California. Si laureò presso l'Università di Berkeley ed iniziò la carriera nel mondo degli affari. Tuttavia la crisi economica del 1929 lo costrinse a ripartire da capo. Dopo aver recitato come attore dilettante in compagnie teatrali, divenne attore professionista e nel 1931 comparve nel suo primo film. Come molti attori di origine asiatica in paesi non asiatici, egli ricoprì prevalentemente piccoli ruoli stereotipati, ma ciò nonostante divenne presto un volto noto, raggiungendo, se non la fama, una certa popolarità in numerosi film.
La sua figura severa ne fece il favorito per parti cinematografiche di "cattivo" e lo scoppio della seconda guerra mondiale gli diede una grande preminenza nei ruoli del malvagio soldato giapponese in film di successo quali Prigionieri di Satana (1944), e Le tigri della Birmania (1945). Nel 1944 egli interpretò la parte del tenente cinese opposto a padre Chisholm (Gregory Peck) in Le chiavi del paradiso. Ebbe poi l'eroico ruolo di un soldato nippo-americano nel film sulla guerra di Corea, Corea in fiamme (1951). Tuttavia egli trascorse l'ultima parte della sua carriera di attore interpretando ruoli cinematografici e televisivi di secondaria importanza.
Nel 1974 interpretò il ruolo del multimiliardario tailandese Hai Fat nel film Agente 007 - L'uomo dalla pistola d'oro, della serie di James Bond, interpretata da Roger Moore. Tra i suoi ruoli di maggior successo sul piccolo schermo, da ricordare quello dell'insegnante dei monaci Shaolin in sette episodi della serie TV  Kung Fu (1972-1974). La sua ultima apparizione sullo schermo avvenne nel 1981 nella serie TV L'incredibile Hulk, ma continuò a recitare nel 1982 in alcuni brevi cortometraggi pubblicitari per la Toyota.
Morì a causa di un'emorragia cerebrale nel 1983.

## Vita privata
La sua prima moglie, Bessie Loo, era una nota agente di Hollywood. La coppia ebbe due gemelle: Beverly Loo, divenuta una nota agente pubblicitaria, e Angela Loo Levy, un'agente hollywoodiana ed una compiuta sciatrice.
Si sposò una seconda volta e rimase con la seconda moglie, Hope, fino alla morte.

## Filmografia parziale

### Cinema
- L'amaro tè del generale Yen (The Bitter Tea of General Yen), regia di Frank Capra (1933)
- Città cinese (Mr. Wong in Chinatown), regia di William Nigh (1939)
- L'ora fatale (The Fatal Hour), regia di William Nigh (1940)
- Condannato a morte (Doomed to Die), regia di Wlliam Nigh (1940)
- Il mistero di Burma (Bombs over Burma), regia di Joseph H. Lewis (1942)
- Manila Calling, regia di Herbert I. Leeds (1942)
- Agguato ai tropici (Across the Pacific), regia di John Huston (1942)
- Prigionieri di Satana (The Purple Heart ), regia di Lewis Milestone (1944)
- Le chiavi del paradiso (The Keys of the Kingdom), regia di John M. Stahl (1944)
- I falchi del fiume giallo (China Sky), regia di Ray Enright (1945)
- Le tigri della Birmania (God Is My Co-Pilot), regia di Robert Florey (1945)
- Gli eroi del Pacifico (Back to Bataan), regia di Edward Dmytryk (1945)
- Half Past Midnight, regia di William F. Claxton (1948)
- Donne nella notte (Women in the Night), regia di William Rowland (1948)
- La legione dei condannati (Rogues' Regiment), regia di Robert Florey (1948)
- Il mongolo ribelle (State Departement: File 649), regia di Sam Newfield (1949)
- Bersaglio umano (The Clay Pigeon), regia di Richard Fleischer (1949)
- Malesia (Malaya), regia di Richard Thorpe (1949)
- Corea in fiamme (The Steel Helmet), regia di Samuel Fuller (1951)
- Ero una spia americana (I Was an American Spy), regia di Lesley Selander (1951)
- Il drago verde (Target Hong Kong), regia di Fred F. Sears (1953)
- Avventura in Cina (China Venture), regia di Don Siegel (1953)
- Operazione mistero (Hell and High Water), regia di Samuel Fuller (1954)
- Terrore a Shanghai (Shanghai Story), regia di Frank Lloyd (1954)
- Più vivo che morto (Living It Up), regia di Norman Taurog (1954)
- L'amore è una cosa meravigliosa  (Love is a Many-Splendored Thing), regia di Henry King (1955)
- L'avventuriero di Hong Kong (Soldier of Fortune), regia di Edward Dmytryk (1955)
- Il conquistatore (The Conqueror), regia di Dick Powell (1956)
- Inno di battaglia (Battle Hymn), regia di Douglas Sirk (1957)
- Un americano tranquillo  (The Quiet American), regia di Joseph L. Mankiewicz (1958)
- 7 donne dall'inferno (7 Women from Hell), regia di Robert D. Webb (1961)
- Confessioni di un fumatore d'oppio (Confessions of an Opium Eater), regia di Albert Zugsmith (1962)
- Una ragazza chiamata Tamiko (A Girl Named Tamiko), regia di John Sturges (1962)
- Quelli della San Pablo (The Sand Pebbles), regia di Robert Wise (1966)
- Uno spaccone chiamato Hark (One More Train to Rob), regia di Andrew V. McLaglen (1971)
- Agente 007 - L'uomo dalla pistola d'oro (The Man With The Golden Gun), regia di Guy Hamilton (1974)

### Televisione
- TV Reader's Digest – serie TV, episodi 2x04-2x39 (1955-1956)
- Navy Log – serie TV, episodio 1x17 (1956)
- Crossroads – serie TV, episodio 1x15 (1956)
- Hong Kong – serie TV, episodi 1x05-1x14 (1960-1961)
- Maverick – serie TV, episodio 5x03 (1961)
- Follow the Sun – serie TV, episodio 1x05 (1961)
- Hawaiian Eye – serie TV, episodio 4x16 (1963)
- Dakota (The Dakotas) – serie TV, episodio 1x16 (1963)
- Le spie (I Spy) – serie TV, episodio 1x01 (1965)
- La legge di Burke (Burke's Law) – serie TV, episodio 3x10 (1965)
- Honey West – serie TV, episodio 1x02 (1965)
- The Wackiest Ship in the Army – serie TV, episodi 1x15-1x16 (1966)
- Selvaggio west (The Wild Wild West) – serie TV, episodio 1x17 (1966)
- Tre nipoti e un maggiordomo (Family Affair) – serie TV, episodio 1x23 (1967)
- Io e i miei tre figli (My Three Sons) – serie TV, episodio 7x32 (1967)
- L'incredibile Hulk (The Incredible Hulk) – serie TV, episodio 4x11 (1981)

## Doppiatori italiani
Nelle versioni in italiano delle opere in cui ha recitato, Richard Loo è stato doppiato da:
- Bruno Persa in Un americano tranquillo, Agente 007 - L'uomo dalla pistola d'oro
- Giorgio Capecchi in Le chiavi del paradiso, Operazione mistero
- Enrico Luzi in Prigionieri di Satana
- Lauro Gazzolo in Corea in fiamme
- Vittorio Cramer in Operazione Cicero